# Endoscheletro (spugne)
Quasi tutte le spugne posseggono una struttura scheletrica, l'endoscheletro, formato da spicole calcaree o silicee, o fibre proteiche (spongina) prodotte rispettivamente dagli scleroblasti (o sclerociti) e dagli spongoblasti, o (spongociti).